# Estadio Princess Magogo
Princess Magogo stadium es un estadio de usos múltiples en KwaMashu, un suburbio de Durban, Sudáfrica.
El estadio lleva el nombre de la Princesa Constanza Magogo, una princesa zulú que pasó gran parte de su vida como cantante y compositora mientras desarrollaba un entendimiento de la tradición y la cultura zulú.